# Пермское дамское попечительство о бедных
Пермское дамское попечительство о бедных — благотворительная организация, основанная в Перми 10 июня 1862 года. Учреждена по инициативе нескольких дам высшего общества — А. В. Лашкарёвой, А. Ф. Быковой, А. Я. Гезенвинкель, А. С. Любимовой — жён губернатора А. Г. Лашкарёва, вице-губернатора, губернского прокурора и советника коммерции соответственно. Сначала деятельность организации выражалась в раздаче нуждающимся денежных пособий, обеспечения их продуктами и дровами. Затем, в 1865 году, на средства организации был открыт приют для бедных, а потом основано начальное училище.

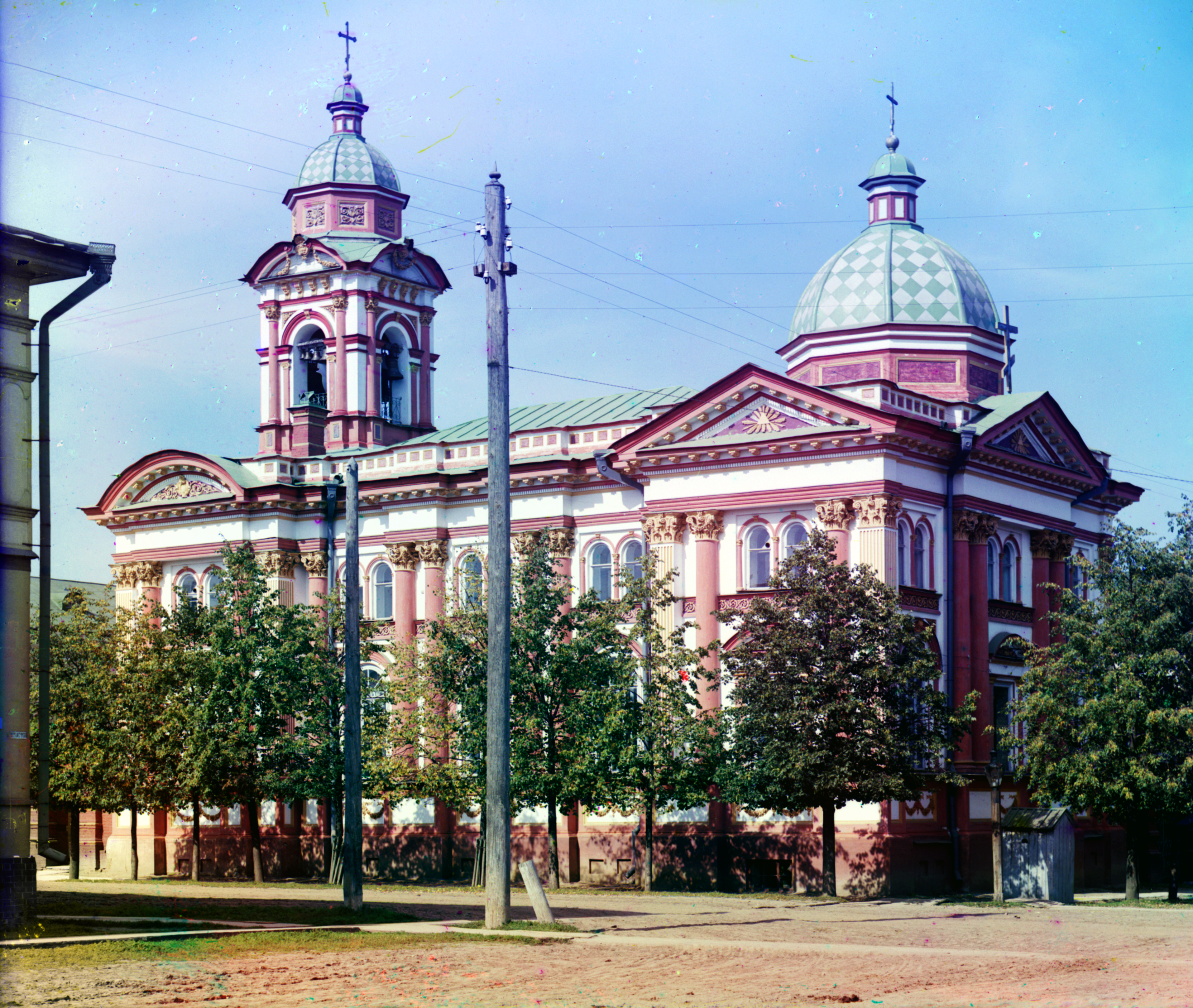
Церковь Марии Магдалины (1910)

По инициативе и на средства Попечительства 3 ноября 1866 года в Перми было открыто убежище детей бедных. В 1889 году при приюте было начато строительство храма Марии Магдалины по проекту архитектора А. Б. Турчевича. К концу XIX века на содержании Попечительства также находились дом призрения престарелых женщин, а также ясли для детей рабочих в Солдатской слободке и на Слудке.
C 1887 года Пермское дамское попечительство о бедных стало местным отделением Императорского человеколюбивого общества.